# Aspolnost
Aspolnost (ang. "agender") je spolna identiteta, ki opisuje osebo brez spola. To pomeni, da se oseba ne identificira s katerimkoli spolom. Aspolna oseba ni ne moški ne ženska, niti se ne identificira s katero drugo spolno identiteto. "A-" je predpona, ki pomeni "ne" ali "nič". 
Zavod TransAkcija aspolnost opisuje kot spolno identiteto, "kjer se oseba ne identificira z nobeno spolno identiteto oz. čuti popolno odsotnost lastne spolne identitete." Aspolnost se razlikuje od aseksualnosti, ki je "spolna usmerjenost, pri kateri oseba doživlja nizko ali popolno odsotnost želje po spolnih odnosih." Aspolne osebe niso nujno tudi aseksualne, niti aseksualne osebe niso nujno tudi aspolne.
Ker se aspolne osebe tako navadno ne identificirajo s spolom, ki jim je bil pripisan ob rojstvu, aspolnost načeloma umeščamo med transspolne identitete, ni pa nujno, da se vsaka aspolna oseba tudi sama identificira kot transspolna. Podobno se zaradi identitete, ki sega onkraj binarnega spola, aspolnost navadno umešča med nebinarne identitete, vendar ni nujno, da se aspolna oseba tudi sama identificira kot nebinarna.  

## Doživljanje aspolne identitete
Aspoolne osebe se lahko opišejo na enega ali več načinov: kot oseba brez spola; kot spolno nevtralna oseba oz. oseba z nevtralnim spolom, tudi "neutrois"; kot delno aspolna oseba, tudi "demispolnost". Oseba lahko svoje doživljanje spola opiše tudi kot imeti neznan ali nedoločljiv spol. Oseba se lahko opiše kot aspolna tudi, če nima drugih izrazov, s katerimi bi lahko opisala svojo spolno identiteto, ali pa, če ji je vseeno za spol kot notranjo identiteto. 
Mnoge aspolne osebe se identificirajo tudi kot spolno raznolike, nebinarne in/ali transspolne. Nekatere aspolne osebe pa se izogibajo tem izrazom. Izraz aspolnost marsikje velja za oksimoron, saj zaradi pomena o odsotnosti spola nekateri menijo, da aspolnosti sploh ne bi smeli označevati za spolno identiteto. Spet drugi trdijo, da gre pri aspolnosti za osebno izkušnjo, ki je celovita brez spola. Podobno kot pri drugih spolnih identitetah je tudi aspolnost individualna izkušnja in se razlikuje od osebe do osebe.
Mnoge aspolne osebe preferirajo nevtralno ali nebinarno obliko naslavljanja in kot osebne zaimke namesto "on" ali "ona" uporabljajo "oni", zaimke uporabljajo mešano ali na drug način, ki jim bolj ustreza v jeziku, v katerem se izražajo. V slovenskem jeziku je ena od teh oblik tudi uporaba podčrtaja na način "on_a". Nekatere aspolne osebe lahko uporabljajo tudi konvencionalne zaimke, kot sta "on" ali "ona", nekatere pa izbirajo manj pogoste, kot je npr. "ono". Nekatere aspolne osebe se v splošnem zase izogibajo uporabi jezika, ki izraža spol, v kolikor je to mogoče.
Nekatere aspolne osebe doživljajo spolno disforijo, če ne morejo izraziti svoje identitete kot nekaj, kar jim ustreza. Aspolne osebe lahko za blaženje spolne disforije vstopijo v postopek medicinske tranzicije, če to želijo in če jim je, kjer živijo, to omogočeno.

## Uporaba izraza aspolnost
V članku v International Journal of Transgenderism iz leta 1997 piše: "Posameznik katerega koli genetskega spola se lahko šteje tudi za [...] osebo brez spola, ki se ne identificira ali se ne bo identificirala z nobenim konvencionalnim spolom.“
Priročnik za fakultete "Delo z lezbijkami, geji, biseksualnimi in transspolnimi študenti" iz leta 1998 navaja "ne-spolnost" kot oznako, ki jo uporabljajo nekatere transspolne osebe.
Leta 2000 je bila na Usenetu objavljena objava, v kateri je bil krščanski bog opisan kot "aspolen". Objavljena je bila v internetni razpravi, v kateri je uporabnica Miriam Wolfe zapisala: "Vse, kar razumem, je, da je Bog amorfen, aspolen itd. zato 'podoba‘ ne more biti fizična ali spolna ali seksualna stvar.“
Izrazi "nespolnost", "brez spola" in "aspolnost" so bili omenjeni na seznamu veljavnih nebinarnih identitet v članku Sexuality and Gender for Mental Health Professionals iz leta 2013.
Salem X (znan_a tudi kot "Ska“ ali "transrants“ na omrežju Tumblr) je leta 2014 ustvaril_a apsolno zastavo ponosa. Zastava ima sedem horizontalnih črt, od katerih črni in beli predstavljata odsotnost spola, sivi delno aspolnost, osrednja zelena črta pa predstavlja nebinarne spole.
Leta 2014 je bila možnost "aspolnost" ena od 56 spolnih oznak, ki so bile na voljo na omrežju Facebook.
Leta 2015 je Dictionary.com dodal geslo "aspolnost" (orig. "agender") in ga opredelil pod zapisom za "osebo, ki nima posebne spolne identitete ali prepoznavnega spolnega izraza."
Sodišče v Oregonu je leta 2017 osebi po imenu Patch izdalo "Splošno sodbo o spremembi imena in spola“. Oblikovalec_ka video iger Patch je tako postal_a prva zakonito aspolna oseba v Združenih državah Amerike. Ista sodba je Patch omogočila tudi spremembo imena in postati monoimenska (orig. "mononym") - kar pomeni, da ima samo eno ime namesto imena in priimka.
V raziskavi "Odnos do spola", ki je bila leta 2018 izvedena v okviru britanskega projekta "Prihodnost pravnega spola", so ljudi spraševali, v kolikšni meri se strinjajo s trditvijo, da "se bo v prihodnosti več ljudi opredelilo kot aspolnih." 32,4% vprašanih je izbralo odgovor "strinjam se" in 13,7% odgovor "popolnoma se strinjam". 20,6% vprašanih se ni ne strinjalo niti ne strinjalo, 19,7% pa jih je izbralo odgovor "ne vem". Le 6,6% vprašanih je izbralo odgovor "ne strinjam se" in le 7% odgovor "močno se ne strinjam".